# 24021 Yocum
24021 Yocum è un asteroide della fascia principale. Scoperto nel 1999, presenta un'orbita caratterizzata da un semiasse maggiore pari a 2,3533633 UA e da un'eccentricità di 0,1251185, inclinata di 6,50316° rispetto all'eclittica.